# ستيفن ساندرز شاندلير جونيور
ستيفن ساندرز شاندلير جونيور (بالإنجليزية: Stephen Sanders Chandler Jr.)‏ هو محامي وقاضي أمريكي، ولد في 13 سبتمبر 1899 في مقاطعة بلونت في الولايات المتحدة، وتوفي في 27 أبريل 1989.